# Philip Herbert, IV conde de Pembroke

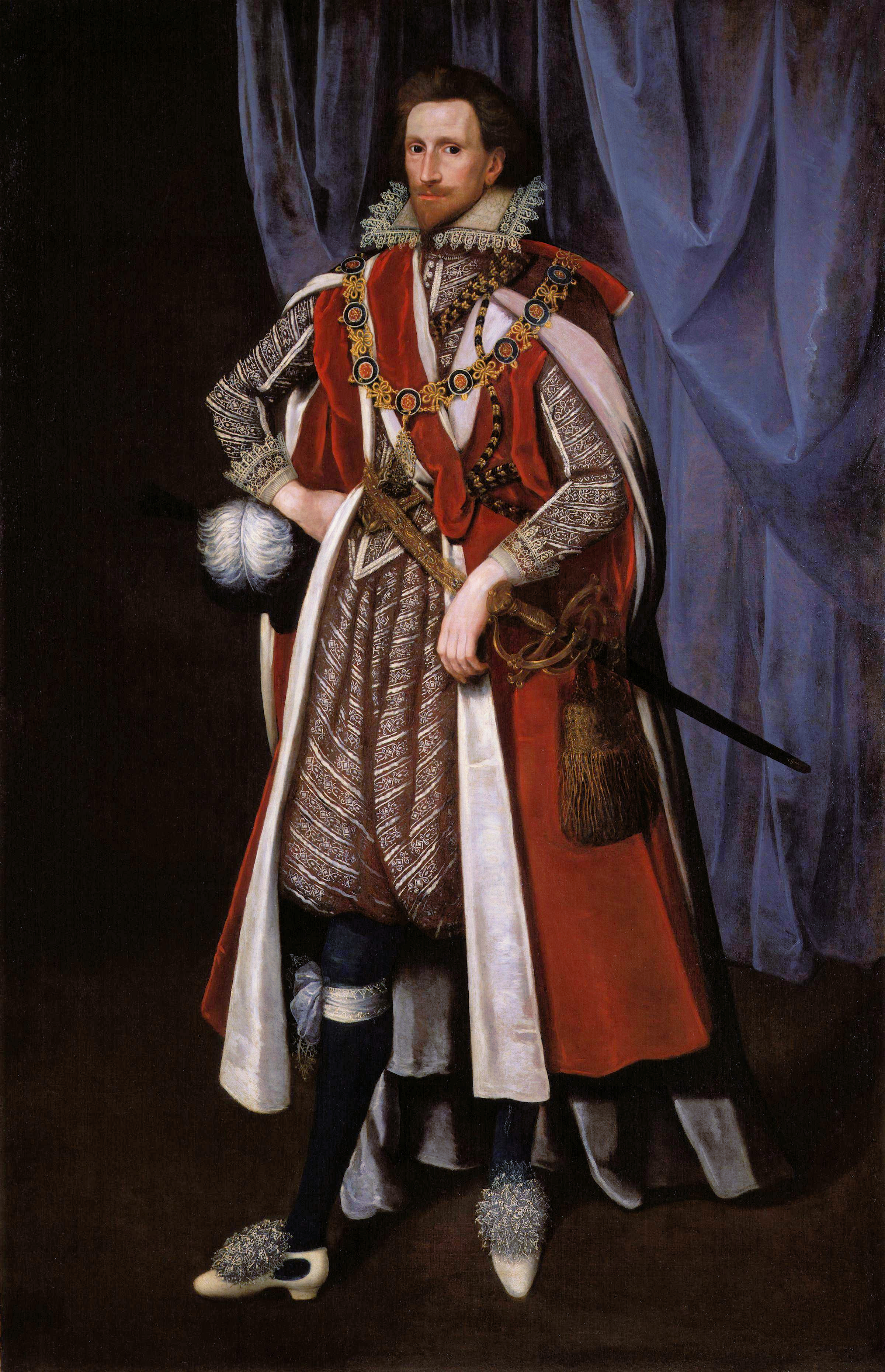
Felipe Herbert, IV conde de Pembroke, en los hábitos de la Orden de la Jarretera. c. 1615. Artista desconocido, Galería Nacional de retratos de Londres.

Herbert, IV Conde de Pembroke y I Conde de Montgomery, KG KB PC (10 de octubre de 1584 – 23 de enero de 1650) fue un cortesano, noble y político inglés activo durante los reinados de Jacobo I y Carlos I. Philip y su hermano mayor, William eran el "incomparable par de hermanos', a quien estaba dedicado el First Folio de las obras completas de Shakespeare en 1623.

## Primeros años, 1584-1603
Nacido en Wilton House, era hijo de Henry Herbert, conde de Pembroke, y de su tercera esposa, Mary Sidney, hermana de Sir Philip Sidney el poeta, por el que fue nombrado.
En 1593, a los 9 años, Philip fue enviado al New College, Oxford, pero abandonó al cabo de un par de meses.

## Favorito de Jacobo I, 1603-1625
En 1600, a los 16 años, Philip se presentó por vez primera en la corte, y tras la coronación de Jacobo I en 1603 atrajo pronto la atención del rey. Tanto Edward Hyde, conde de Clarendon, como John Aubrey, los principales intereses de Philip en esta época eran la caza y la cetrería, y fue esta dedicación lo que primero atrajo la atención del rey. En mayo de 1603, Jacobo nombró a Philip caballero del Privy Chamber y Caballero del Baño en julio del mismo año.
En 1604, con el apoyo entusiasta del rey (jugó un papel destacado en la ceremonia y dio generosos regalos financieros a la novia), Philip se casó con Susan de Vere, hija de Edward de Vere, conde de Oxford. Ese mismo año fue elegido Miembro del Parlamento de Glamorgan.
Jacobo continuó otorgando favores a Philip lo largo de 1605, nombrándole Caballero de la Cámara y, a continuación, creándole Barón Herbert de Shurland y Conde de Montgomery. Además, Jacobo creó a Montgomery Maestro de las Artes durante una visita a Oxford. Además de la caza y de la cetrería, durante este período Montgomery participó regularmente en torneos y mascaradas de la corte. Se aficionó también a los juegos de azar, acumulando deudas considerables que el rey pagó por él en 1606/07. En 1608, fue nombrado Caballero de la Jarretera; y Gran mayordomo de Oxford, en el año 1615.
Cuando Montgomery tuvo un sonado enfrentamiento con Henry Wriothesley, III conde de Southampton, después de un partido de tenis en 1610, Jacobo intervino para reconciliarlos. Montgomery tuvo una segunda violenta disputa, esta vez con Lord Howard de Walden, en 1617. Sería famoso por su arranques violentos, por lo general no provocados, pero siempre era perdonado por el Rey.
Montgomery se interesó también por las empresas coloniales ingleses, que estaban despegando por aquel entonces, y participó en varias sociedades por acciones: se convirtió en miembro del consejo de la Virginia Company en 1612 y fue uno de los fundadores de la Compañía del Paso del Noroeste en 1612; y miembro de la Compañía Británica de las indias orientales, en 1614.
Continuó recibiendo honores durante el resto del reinado de Jacobo: Montgomery se convirtió en guardián del Palacio de Westminster y de St. James Park en 1617; Lord Teniente de Kent en 1624; y finalmente, en diciembre de 1624, un miembro del consejo privado.

## Favor continuado bajo Carlos I, 1625-1640
Tras la ascensión de Carlos I al trono en 1625, Montgomery siguió recibiendo el favor real. Fue nombrado para la embajada que acompañó a Enriqueta María de París a Inglaterra y llegó a sostener las espuelas durante la coronación de Carlos en 1626, antes de suceder a su hermano mayor como Lord Chambelán. Fue nombrado Lord Teniente de Buckinghamshire, en 1628. (Montgomery era amigo de George Villiers, duque de Buckingham que fue padrino de Lord Charles Herbert, hijo de Montgomery, concertándose el matrimonio entre Lord Charles y la hija de Buckingham, de 4 años, en 1626).
Montgomery continuó interesado en la empresa colonial bajo Carlos I. fundando la Guiana Company en 1626. En 1628, recibió una concesión en las islas de Trinidad[cita requerida], Tobago y Barbados.
La primera esposa de Montgomery falleció a principios de 1629, y en 1630 se casó de nuevo con Lady Anne Clifford, hija de George Clifford, conde de Cumberland, y viuda de Richard Sackville, conde de Dorset.
El hermano mayor de Montgomery murió en 1630, y Philip le sucedió como Conde de Pembroke, y en otros de sus títulos, incluyendo los de Lord Teniente de Somerset y Lord Teniente de Cornwall. Rápidamente, fue nombrado para los antiguos cargos de su hermano como Gran Senescal del Ducado de Cornualles y el Lord Guardian de los Stannaries.
Pembroke mantenía una gran hacienda de 80 personas en Londres y un servicio aún mayor, de 150 personas en Wilton House, el hogar ancestral de su familia en Wiltshire. A lo largo de la década de 1630, Pembroke entretuvo a Carlos I en Wilton House para una expedición anual de caza. Carlos animó a Pembroke a reconstruir Wilton House según el estilo Palaciego, recomendándole a Inigo Jones para la tarea (Salomon de Caus fue el adjudicatario final del proyecto, al no estar disponible Jones, mientras que su hermano, Isaac de Caus, diseñó varios jardines formales e informales dentro de la propiedad).

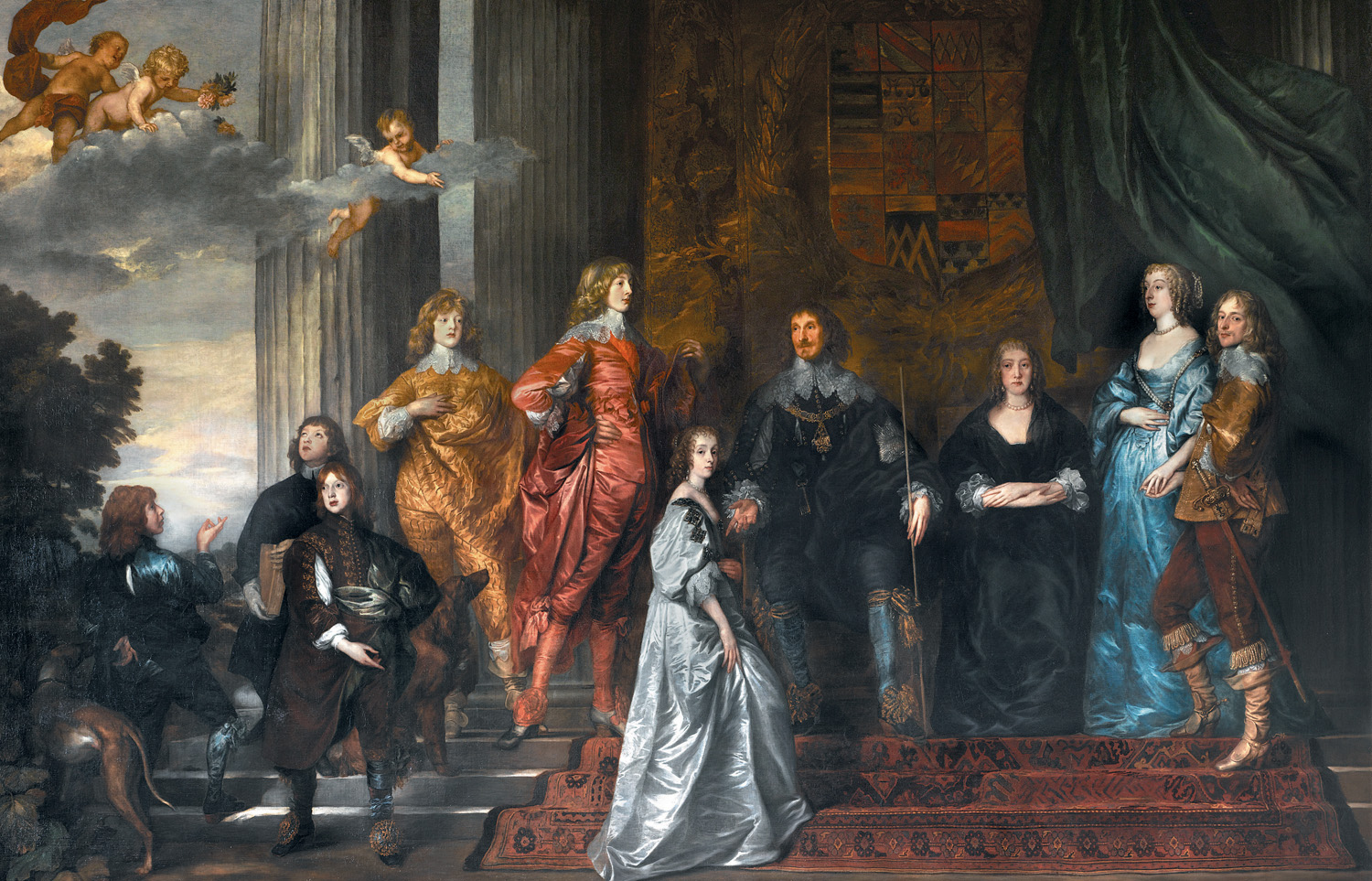
Felipe Herbert, IV Conde de Pembroke, con su Familia, pintada ca. 1634-35 por Anthony van Dyck.

### Mecenas de la cultura
Pembroke era un gran fan de la pintura y un miembro de la Whitehall grupo. Amasó una gran colección de arte y fue mecenas de Anthony van Dyck. Este amor de la pintura era compartido con Carlos I: en 1637, cuando el Papa Urbano VIII envió a Charles un gran cargamento de pinturas, Pembroke fue uno de un grupo selecto de invitados por Charles a unirse a él en la apertura de los casos (en el grupo también se incluyen Enriqueta María, Inigo Jones, y Henry Rico, 1.er conde de Holanda). Pembroke también se promovió la carrera artística de su página, Richard Gibson, quien se convirtió en un éxito retrato miniaturista.
Pembroke fue también un activo mecenas de la literatura, recibiendo la dedicatoria de más de cuarenta libros durante su vida, comenzando con la dedicatoria de la edición en inglés de Amadis de Gaula en 1619. Su más famoso dedicatoria fue la del Primer Folio de Shakespeare, que se le dedicó tanto a él como a su hermano mayor. Pembroke también fue el patrón de Philip Massinger y de George Herbert, pariente suyo (en 1630 intercedió frente a Carlos para que Herbert recibiera una rectoría en Wiltshire).

## Ruptura con Carlos I, 1639-1642

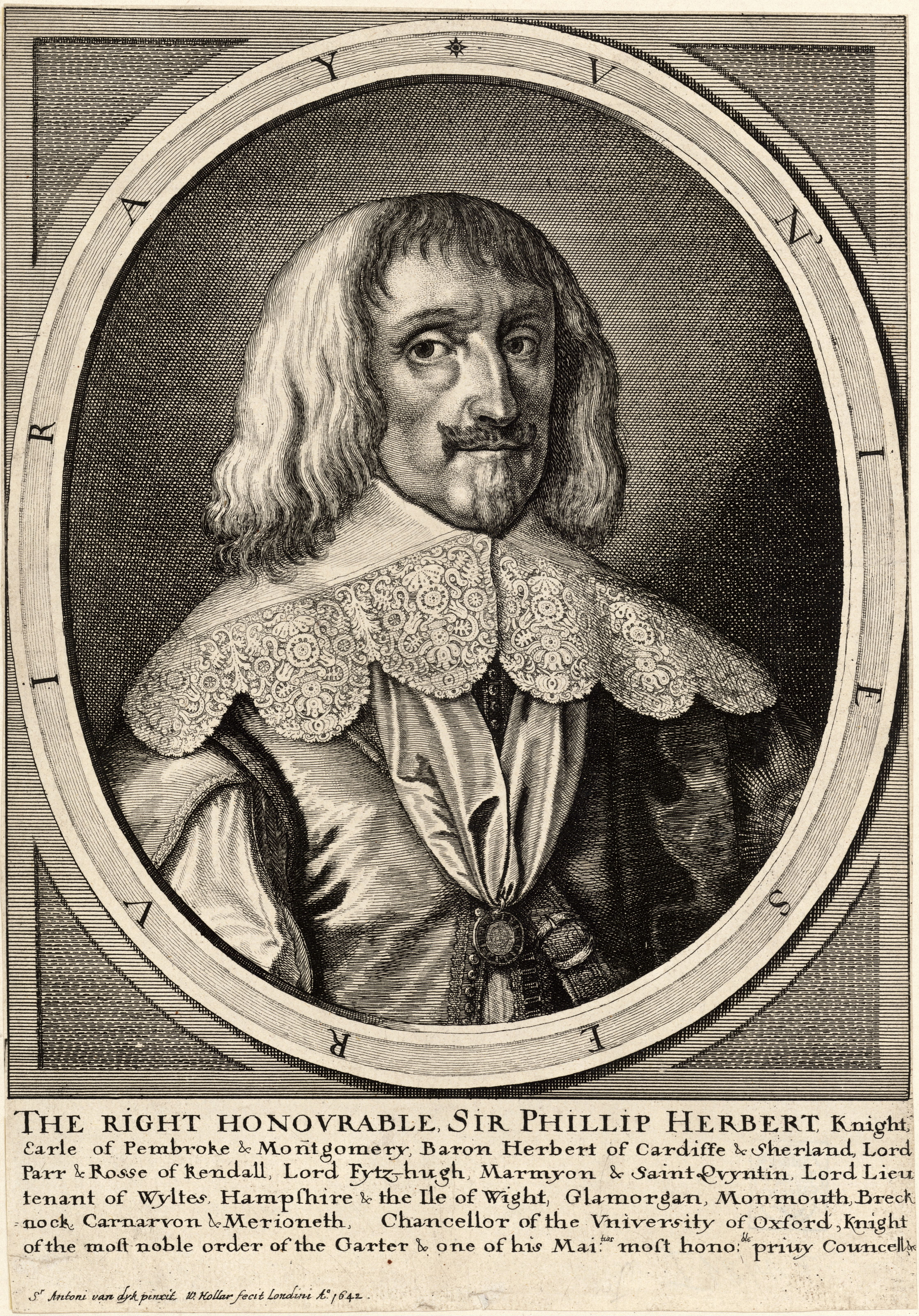
Un 1642 grabado de Pembroke por Wenceslas Hollar después de un 1634 pintura de Anthony van Dyck

A pesar de Pembroke y Charles tenía intereses comunes en materias de arte y arquitectura, difería en temas religiosos. Pembroke estaba posicionado a favor del "piadoso Protestantismo" y simpatizaba con el Puritanismo. Esto propicio enfrentamientos con la reina Enriqueta María, esposa de Carlos, que era católica. Pembroke también se opuso a la promoción de William Laud, que fue elegido por un escaso margen para ocupar el cargo de Canciller de la Universidad de Oxford en 1630, y que se convirtió en Arzobispo de Canterbury en 1633.
Estas tendencias le hicieron simpatizar con los Covenanters durante las Guerras de los Obispos y se mostró como un decidido partidario de la paz. Pembroke sirvió como comisionado de Carlos en las negociaciones con los Escoceses en Berwick y Ripon, donde varios de los Escoceses, en particular, el Conde de Rothes, creía que Pembroke era secretamente favorable a la posición escocesa. Pembroke, sin embargo, continuó siendo leal a Carlos, pese a que, junto con Henry Rich, conde de Holland y William Cecil, conde de Salisbury, instó al rey a aceptar los términos Escoceses. El rey, sin embargo, ordenó a Pembroke regresar a Londres para comenzar a reunir fondos para proseguir la guerra.
Las extensas posesiones de Pembroke le permitieron ejercer una considerable influencia durante las elecciones para los Parlamentos Corto y Largo, en la que aproximadamente una docena de miembros de la cámara de los Comunes le debían su nombramiento. Estos hombres no parecieron constituir una facción de Pembroke en los Comunes, aunque existen indicios de que apoyó a los opositores a la política Thorough de Carlos.
En 1641, Pembroke votó a favor del acta de proscripción contra Thomas Wentworth, conde de Strafford. Durante este período, Carlos se enfadó especialmente cuando Pembroke animó a los contrarios a Strafford. A instancias de la reina, Carlos decidió cesar a Pembroke como Lord Chambelán. La oportunidad se dio cuando Pembroke tuvo otro de sus violentos altercados, llegando a golpear con un bastón a Henry Howard, Lord Maltravers durante una reunión del comité de la cámara de los Lores. Carlos exigió a Pembroke la renuncia, y lo sustituó por Robert Devereux, III conde de Essex. Esto marcó la ruptura final de Pembroke con el rey.

## Papel en la guerra civil inglesa, 1642-1648

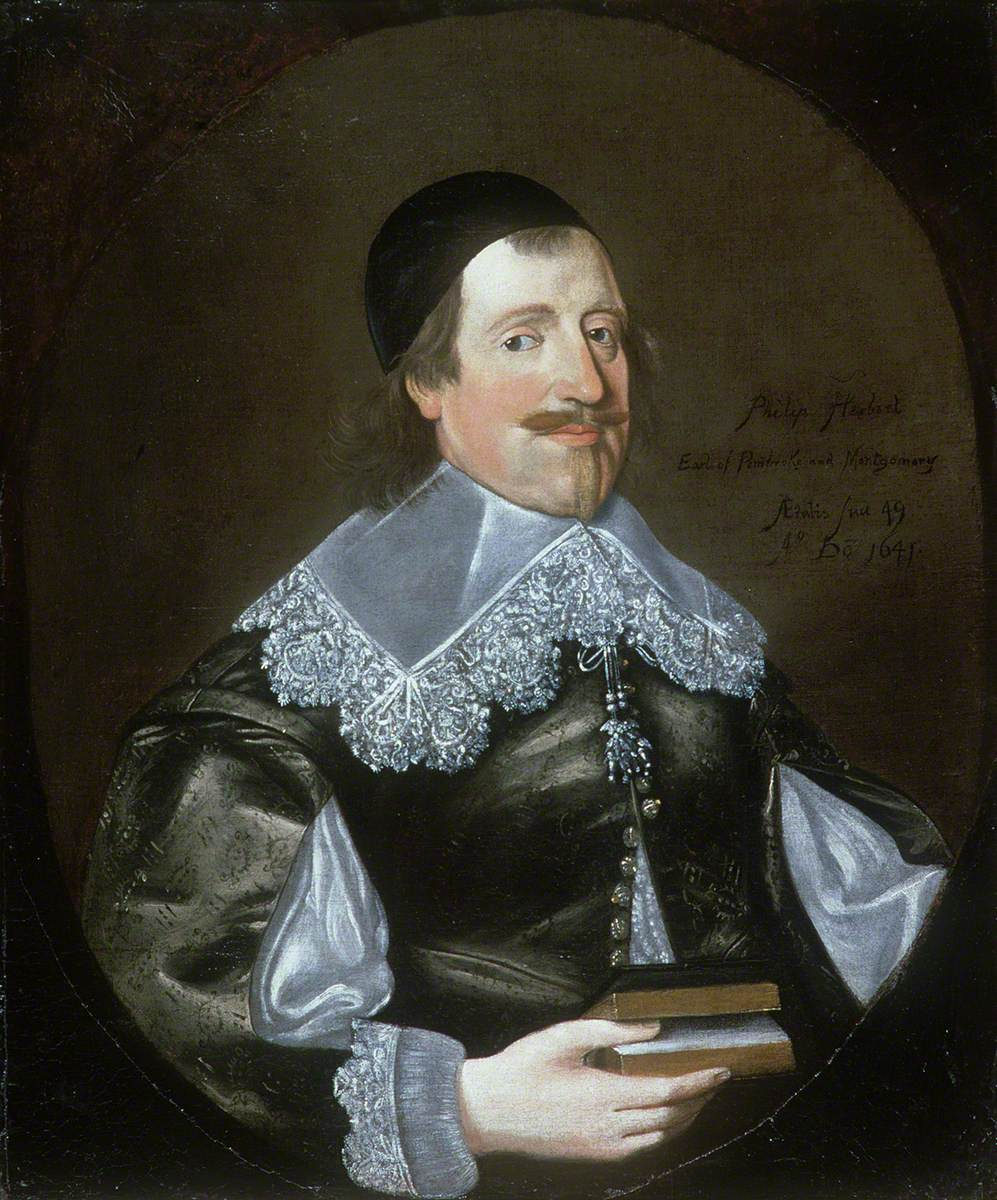
Felipe Herbert

Con el estallido de la primera guerra civil inglesa, Pembroke se unió a los parlamentarios. Sin embargo, Pembroke fue siempre uno de los más moderados.
El parlamento empleó regularmente a Pembroke y al conde de Holland para las negociaciones con el rey. Inicialmente, Pembroke mantuvo contactos con Edward Hyde y mostró lealtad a Carlos. Sin embargo, fue uno de los cinco pares en integrar el Comité Inglés de Seguridad, establecido en julio de 1642, y en agosto de 1642 asumió el cargo de Gobernador de la Isla de Wight en el Parlamento. En 1645, el Parlamento nombró a Pembroke Lord Teniente de Somerset y votó a favor de elevarle a la condición de duque.
Pembroke representó al Parlamento durante las negociaciones con el rey en Oxford en enero de 1643, y estuvo presente en el Tratado de Uxbridge en 1645.
Como defensor de la causa piadosa, Pembroke fue nombrado para la Asamblea de Westminster en 1643 como asesor laico. Pembroke apoyó la facción episcopal moderada (cercana a James Ussher, Arzobispo de Armagh), y se opuso decididamente a presbiterianos e Independientes. En consecuencia, Pembroke votó en la Cámara de los Lores a favor del escrito de proscripción contra el Arzobispo Laud en 1645, pero en 1646 votó en contra de una petición a favor del presbiterianismo presentada por la Ciudad de Londres.
Durante la década de 1640, Pembroke se unió en un principio al grupo de lores encabezado por William Fiennes, el Vizconde Saye y Sele y Algernon Percy, conde de Northumberland, que apoyaban la Auto negación de la Ordenanza y la creación del New Model Army en 1645. A mediados de 1646, sin embargo, Pembroke comenzó a distanciarse de ese grupo y se convirtió en uno de los más firmes opositores al New Model, favoreciendo su inmediata disolución. Tras los disturbios en contra del New Model en  julio de 1647, Pembroke se negó a unirse al grupo de Saye-Northumberland, que abandonó la capital y se unió al ejército. Pembroke cambió de idea en agosto, cuando el New Model marchó sobre Londres y afirmó haber actuado bajo coacción y que siempre había sido un partidario del New Model.
Tras el arresto de Laud en 1641, la Universidad de Oxford eligió a Pembroke para sustituirlo en el cargo de canciller. (Pembroke, aliado de Saye por aquel entonces propuso a Saye para que le sucediera en su anterior cargo de Gran Senescal) Cuando las fuerzas realistas tomaron Oxford, cesaron a Pembroke e instalaron al marqués de Hertford. en su lugar, aunque Pembroke recuperó el cargo en 1647 cuando los Parlamentaristas tomaron Oxford. Los visitantes de la universidad, por orden de Pembroke, comenzaron a trabajar en la reforma de la Universidad. Se ordenó a todos los funcionarios a tomar la Solemne Liga y Pacto, y cuando los jefes de las casas se quejaron, Pembroke los convocó y amonestó. En febrero de 1648, instaló a un nuevo vicecanciller y reemplazó a muchos de los jefes de las casas, y luego, en marzo, el Parlamento le ordenó asumir personalmente el cargo, así que viajó a Oxford y presidió la Convocación, acabando con la resistencia a las reformas. Sin embargo, Pembroke, aunque mecenas de la literatura, estaba lejos de ser un hombre de letras y se convirtió en objeto de duras sátiras escritas por los realistas.

## Papel en la crisis de 1648-49
Pembroke creía que el rey era crucial para poner fin a las hostilidades entre rey y el Parlamento, y se opuso vehementemente a la moción de Direcciones en 1647-48, negándose a abandonar Wilton House (donde supervisaba su reconstrucción tras un incendio en 1647) para asistir al debate en la cámara de los Lores. En julio de 1648, Pembroke votó a favor de que James Hamilton, duque de Hamilton, fuera declarado traidor por liderar las fuerzas escocesas y buscó que otros realistas declararan traidor a Hamilton. En julio de 1648, Pembroke asistió de nuevo a las negociaciones con el rey, esta vez, de conformidad con el Tratado de Newport.
Estas negociaciones terminaron abruptamente con la Purga del Orgullo, en diciembre de 1648. A raíza de la Purga, Pembroke y otros comisionados parlamentarios que negociaban en Newport enviaron una delegación a Thomas Fairfax, asegurándole que apoyarían al ejército. Sin embargo, siguieron intentando llegar a un acuerdo con el rey. Así, a finales de diciembre de 1648, Pembroke se unió a una delegación encabezada por Basil Feilding, conde de Denbigh, pidiendo al Consejo del Ejército aceptar un acuerdo por el que Carlos perdería su derecho a veto y accedería a no intentar devolver los terrenos episcopales enajenados por el Parlamento.
El Consejo rechazó esta propuesta, pero deseaba seguir manteniendo buenas relaciones con Pembroke y pronto aceptó permitir que el Parlamento Rabadilla nombrara a Pembroke como condestable del Castillo de Windsor (la cámara de los Lores había intentado nombrar a Pembroke para ese puesto, pero no contaba con el apoyo de la cámara de los Comunes), haciendo de él, esencialmente, el carcelero del rey.
En enero de 1649, Pembroke fue nombrado para el Tribunal superior de Justicia creado para juzgar a Carlos I por alta traición. Pembroke se negó a participar, aunque accedió a no manifestarse contra de la ejecución del rey.
En febrero, tras la ejecución del rey, el Parlamento nombró a Pembroke miembro del  Consejo de Estado. La cámara de los Lores había sido abolida tras la ejecución de Carlos y Pembroke tuvo que presentarse a las elecciones al Parlamento: fue elegido miembro por Berkshire en abril de 1649.

### Muerte
En mayo de 1649, Pembroke cayó enfermo y pasó el resto de 1649 postrado en la cama. Murió en sus habitaciones en Whitehall, Westminster, el 23 de enero de 1650.
Su cuerpo fue embalsamado y llevado a Salisbury, en cuyaCatedral fue enterrado. El Consejo de Estado ordenó a todos los miembros del Parlamento Barebone acompañar el cortejo hasta que abandonara Londres.

## Descendencia
Se casó primero con Lady Susan de Vere (26 de mayo de 1587 – 1628/29), hija de Edward de Vere, conde de Oxford. Tuvieron siete hijos y tres hijas, incluyendo:
- Excmo. Walter Herbert (3 de octubre de 1617 – 1688), esposo de Brígida Barnes(1616 – 9 de marzo de 1682) en 1640.
- Lady Anne Sophia Herbert, esposa de Robert Dormer, conde de Carnarvon.
- Sir Charles Herbert, Lord Herbert de Shurland c. 1619 – 1635), esposo de Lady MaryVilliers, hija de George Villiers, duque de Buckingham.
- Philip Herbert, V conde de Pembroke (c.  1621 – 1669)
- Excmo. James Herbert (c. 1623 – 1677), de Kingsey, Buckinghamshire
- Excmo. Henry Herbert

Se casó en segundas nupcias con Lady Anne Clifford, Baronesa de Clifford (30 de enero de 1590 – 22 de marzo de 1676), hija de George Clifford, conde de Cumberland, y viuda de Richard Sackville, conde de Dorset, el 1 de junio de 1630, sin descendencia.
Su nieto Philip Herbert, VII conde de Pembroke, fue un maníaco homicida; se ha sugerido que su inestabilidad mental fue heredado de su abuelo, que también era propenso a tener ataques de violencia.
Frances Nelson, esposa de Horacio Nelson es descendiente de Herbert.